# Нафплио
Нафплио, Нафплион или Науплион (грч. Ναύπλιο, енгл. Nafplion) град је у Грчкој и управно средиште округа Арголида, у оквиру Периферије Пелопонез. Град није највеће место у префектури, већ је то град Аргос.
Град Нафплио је значајан у историји савремене Грчке, као њена прва престоница у време 1829—1834. године, након чега је Атина преузела за стално ову улогу.

## Назив
Старији облик име је „Нафплион“, вероватно изведен из старијег „Науплион“. Постоје претпоставке да је ово настало упрошћавањем назива „Нови град“ (грч. "Nea Polis"). Истог корена је и назив познатог италијанског града Напуљ. Због тога Италијани Нафплио називају „Напуљем Романије“, при чему је Романија стари назив за Византију.

## Природни услови
Град Нафлио се налази у источном делу грчког полуострва и историјске покрајине Пелопонез, а у средишњем делу префектуре. Град је смештен на малом полуострву у врху Арголиског залива. Иза града пружа је равница древне Арголиде, најплоднији и најбогатији део префектуре.
Клима у Нафплиу је средоземна, са жарким и дугим летима и благим и кишовитим зимама. На околним планинама она добија оштрије црте.

## Историја
Нафплио спада у ретке градове у Грчкој, чија је савремена историја много значајнија него античка.
Најстарији археолошки налази у подручју Нафплиа говоре да је ово подручје било насељено још у време неолита. Пре Микенског раздобљу а овом простору су се населили Дорци. Значајнија насеља на овом месту јавило се током Микенске цивилизације (1580—1100. п. н. е.) и она су била њена главна жаришта (Микена, Тиринс). Насеље на месту данашњег града је било другоразредног значаја и остаће то и током времена старе Грчке и старог Рима.

Током већег дела средњем века насеље је било у сасатву Византије. 1212. године насеље потпало под крсташку државу Приниципат Ахају, а 1388. године преузели су га Млечани. Они су град окружили зидинама и изградили велику тврђаву, очувану до данашњег времена. Међутим, све то није помогло да град буде одбрањен од Турака 1540. Млечани га поново присвајају 1685. године и започињу изградњу савременије тврђаве за коју се верује да је највећи млетачки градитељски подухват изван простора Италије. Међутим, Турци поново освајају и тврђаву и град 1715.
1821. године је почео Грчки устанак, а Нафплио постаје највеће турско утврење у борби против Грка. После успостављања нове државе, Нафплио постаје привремена престоница новоосноване Грчке 1829. године, али статус престонице после 5 година добија Атина. Нафплио тиме пада у раздобље стагнације, које ће се продужити дубоко у 20. век.
Град је био поштеђен многих разарања током ратова 20. века. Али, тек оснивањем нове префектуре Арголида са седишетм у Нафплиу град добија услове за развој. После тога почиње нова изградња и он се последњих деценија брзо осавремењава. Велика помоћ у развоју дао је граду брз развој туризма.

## Становништво
Нафплио данас има око 15.000 становника у граду и у околини. Становништво су углавном етнички Грци, мада се последњих деценија доселило и доста странаца. На последња три пописа број становника се кретао на следећи начин:
| 1981.  | 1991.  | 2001.  |
| ------ | ------ | ------ |
| 10.611 | 11.897 | 13.822 |

Кретање броја становника у општини по пописима:
| 1991.  | 2001.  |
| ------ | ------ |
| 14,740 | 16,885 |

## Привреда
Нафплио је последњих деценија израстао у важан туристички центар Грчке. Томе је знатно допринело очувано градско језгро са веома много утицаја западне архитектуре, што Нафплиу и данас даје својеврсни шарм. Град данас привлачи стране туристе и саме туристе из Грчке, посебно викенд туристе из Атине.
Град је такође и управно и трговачко средиште префектуре. Пре неколико година у граду отворен је Факултет лепих уметности у оквиру Универзитета Пелопонеза.